# 经济政策
经济政策（economic policy），指政府在经济领域所采取的政策，主要包括财政与税收政策、货币政策、財政政策等。

## 經濟政策的類型
政府幾乎在所有方面使用。有幾個例子類型的經濟政策包括：
- 宏觀經濟的穩定政策試圖保持貨幣供應量增長，但不是很快，因為擔心它導致過度的通貨膨脹。
- 貿易政策是指關稅、貿易協定等。
- 政策旨在創造經濟增長。
- 規例
- 反托拉斯
- 產業政策

## 工具和目標
效率、公平、成長、安定

## 另見
- 财政政策
  - 税收
- 货币政策
  - 汇率
- 贸易政策
- 價格政策
  - Ramsey問題
- 世界銀行
- 國際貨幣基金
- A–J效果